# Римско-католический приход Бучовице
Римско-католический приход Бучовице — территориальное сообщество римских католиков в деканате Славков с приходской церковью Вознесения Девы Марии.

## Территория
Приходу принадлежит территория:
- Бучовиче (чеш.Bučovice)
- Чернчин (чеш.Černčín)
- Клобоучки (чеш.Kloboučky)
- Коятки (чеш.Kojátky)
- Марефы (чеш.Marefy)
- Моуржинов (чеш.Mouřínov)
- Шардички (чеш.Šardičky)
- Вицемилмце (чеш.Vícemilice)

## История прихода
Первые письменные упоминания о Бучовице относятся к 1322 году. Однако археологические находки в 2000 году показали, что на территории сада и двора современного замка стояла большая каменная церковь еще в середине 13 века. Нынешний приходской костел Вознесения Девы Марии возведен в 1637—1641 годах, а его сегодняшний вид является результатом робот середины 18-го века в стиле классицизма, реконструкции и расширения церкви в 20-е годы 19 века.

## Духовные хранители
С июля 1993 года был священником Максимилиан Владимир Фило, Опраэм. С августа 2017 — R. D. Mgr. Tomáš Fránek, B.A.

## Мероприятия в приходе
День взаимных молитв приходов за богословов и приходы епархии Брно — 19 марта. День обожания приходится на 26 июля.
В приходе регулярно проводится трехкратные сборы. В 2014 году она собрала 108 178 крон, год спустя — 121 196 крон. В 2016 году было собрано 118 427 крон.